# Hans-Gerd Jaschke
Hans-Gerd Jaschke (* 7. September 1952 in Lautzert (Westerwald)) ist ein deutscher Politikwissenschaftler.

## Leben
Jaschke studierte Politikwissenschaft, Germanistik, Pädagogik und Philosophie an der Universität Frankfurt. Im Jahr 1981 wurde er bei Eike Hennig mit der Dissertation Soziale Basis und soziale Funktion des Nationalsozialismus zum Dr. phil. promoviert. Bereits seit 1979 war er hier als wissenschaftlicher Mitarbeiter tätig. Hier begann 1985 seine Tätigkeit als Hochschulassistent, die er bis 1991 ausübte. Anschließend erhielt er mit dem erfolgreichen Abschluss seiner Habilitation – zum Thema: Streitbare Demokratie und innere Sicherheit: Grundlagen, Praxis und Kritik – die Venia Legendi und war fortan als Privatdozent an der Johann-Wolfgang-Goethe-Universität Frankfurt am Main am Fachbereich Gesellschaftswissenschaften und bis 1996 als wissenschaftlicher Mitarbeiter am Institut für Sozialforschung (IfS) tätig.
Nach seinem Ruf 1996 auf die Professur für Politikwissenschaft im Fachbereich Polizeivollzugsdienst der Fachhochschule für Verwaltung und Rechtspflege Berlin, arbeitete er hier vorerst bis 2001. Von 2002 bis 2007 leitete er den Fachbereich Rechts- und Sozialwissenschaften an der Polizei-Führungsakademie (ab 2006 Deutsche Hochschule der Polizei) in Münster. Nach seiner Tätigkeit hier kehrte er 2007 auf die Professur an die Fachhochschule für Verwaltung und Rechtspflege Berlin zurück, die 2009 zur Hochschule für Wirtschaft und Recht Berlin fusionierte. Dort arbeitete er am Fachbereich Polizei und Sicherheitsmanagement und war Leiter des Master-Fernstudiengangs Sicherheitsmanagement an der Berlin Professional School bis zu seiner Pensionierung im März 2018.

## Forschung
Einen Schwerpunkt seiner wissenschaftlichen Arbeit nahm die Forschung über den Rechtsextremismus ein. Seine Studie über Die Republikaner erschien zwischen 1990 und 1994 in drei Auflagen. Die Beteiligung oder Leitung an Untersuchungen zur Entstehung und Entwicklung des Rechtsextremismus in der Bundesrepublik, Neofaschismus und Jugend in Deutschland, Rechtsextremismus und Fremdenfeindlichkeit, der Neuen Rechten oder der National-Zeitung begleiten sein Werk. 2004 stellte er in Schriften der Katholischen Pfadfinderschaft Europas antisemitische Inhalte fest; die Richtigkeit seiner Angaben wurde in allen Instanzen gerichtlich bestätigt. Neuere Arbeitsschwerpunkte setzte er im Bereich von Arbeiten zur inneren Sicherheit in Deutschland und Europa, aber auch zu Themen im Umfeld von Linksextremismus und Islamismus. Von September 2016 bis Dezember 2017 leitete er die wissenschaftliche Begleitung des Berliner Landesprogramms Radikalisierungsprävention.

## Schriften (Auswahl)
Bücher
- Politischer Extremismus. Eine Einführung. 2., vollständig überarbeitete und erweiterte Auflage. Springer VS Verlag, Wiesbaden 2021, ISBN 978-3-658-32377-6.
- mit Helmut Tausendteufel: Wissenschaftliche Begleitung des Berliner Landesprogramms Radikalisierungsprävention. (= Berliner Forum Gewaltprävention. Nr. 66). hrsg. von der Landeskommission Berlin gegen Gewalt, Berlin 2019 (ISSN 1617-0253). (berlin.de)
- mit Detlef Nogala, Janos Fehérvary und Monica den Boer (Hrsg.): Police Science and Police Practice in Europe. Publications Office of the European Union, Luxemburg 2017, ISBN 978-92-9211-066-6.
- mit Francisco del Barrio Romero, Tore Björgo, Cees Kwanten, Rob Mawby und Milan Pagon: Police Science Perspectives: Towards a European Approach. Verlag für Polizeiwissenschaft, Frankfurt am Main 2009, ISBN 978-92-9211-002-4.
- mit Georg Fabritius und anderen: Politik in der modernen Gesellschaft. Studienbuch für Polizeihochschulen. 2. Auflage. Boorberg, Stuttgart 2008, ISBN 978-3-415-04031-1.
- mit Birgit Rätsch und Yury Winterberg: Nach Hitler. Radikale Rechte rüsten auf. Verlag C. Bertelsmann, München 2001, ISBN 3-570-00566-6 (Begleitbuch zur gleichnamigen dreiteiligen Fernseh-Serie).
- Fundamentalismus in Deutschland. Gottesstreiter und politische Extremisten bedrohen die Gesellschaft. Verlag Hoffmann & Campe, Hamburg 1998, ISBN 3-455-10369-3.
- Öffentliche Sicherheit im Kulturkonflikt. Zur Entwicklung der städtischen Schutzpolizei in der multikulturellen Gesellschaft. Campus Verlag, Frankfurt am Main 1997, ISBN 3-593-35726-7.
- mit Jürgen W. Falter und Jürgen R. Winkler (Hrsg.): Rechtsextremismus. Ergebnisse und Perspektiven der Forschung. (= PVS-Sonderheft. Band 27). Westdeutscher Verlag, Opladen 1996, ISBN 3-531-12928-7.
- Die Republikaner. Profile einer Rechtsaussen-Partei. Dietz, Bonn 1994, ISBN 3-8012-0156-2.
- Rechtsextremismus und Fremdenfeindlichkeit. Begriffe, Positionen, Praxisfelder. Westdeutscher Verlag, Opladen 1994, ISBN 3-531-12679-2. (2., überarb. Aufl. 2001, ISBN 3-531-32679-1)
- Streitbare Demokratie und Innere Sicherheit. Grundlagen, Praxis und Kritik. Westdeutscher Verlag, Opladen 1991, ISBN 3-531-12198-7.
- mit Peter Dudek: Entstehung und Entwicklung des Rechtsextremismus in der Bundesrepublik. 2 Bände. Westdeutscher Verlag, Opladen 1984, ISBN 3-531-11668-1.
- Soziale Basis und soziale Funktion des Nationalsozialismus. Westdeutscher Verlag, Opladen 1982, ISBN 3-531-11577-4.
- mit Peter Dudek: Revolte von rechts. Anatomie einer neuen Jugendpresse. Campus Verlag, Frankfurt am Main 1981, ISBN 3-593-32841-0.

Ausgewählte Aufsätze seit 2000

- Radikalisierung und Deradikalisierung – Rahmenbedingungen des Ausstiegsmanagements. In: Sabrina Schönrock und Sarah Geissler (Hrsg.): 6. Fachsymposion zum Terroranschlag auf dem Breitscheidplatz. Boorberg Verlag, Stuttgart 2023, ISBN 978-3-415-07515-3, S. 25–32.
- Adolf v. Thadden (1921–1996). Vom konservativen ostelbischen Landadeligen zum rechtsextremen Parteifunktionär. in: Gideon Botsch, Christoph Kopke, Karsten Wilke (Hrsg.): Rechtsextrem: Biografien nach 1945. Verlag de Gruyter Oldenbourg, Berlin 2023, ISBN 978-3-11-100870-7, S. 453–466.
- Polizei im Umbruch – Politische Aktions- und Reaktionsformen auf den Rechtsextremismus seit 1990. In: Vero Bock, Lucia Bruns, Christin Jänicke, Christoph Kopke, Esther Lehnert, Helene Mildenberger (Hrsg.): Jugendarbeit, Polizei und rechte Jugendliche in den 1990er Jahren. Beltz/Juventa Verlag, Weinheim/Basel 2023, ISBN 978-3-7799-7294-5, S. 134–141.
- Demokratie in Zeiten der Corona-Pandemie. In: Uwe Backes u. a. (Hrsg.): Jahrbuch Extremismus & Demokratie. NOMOS Verlag, Baden-Baden 2022, ISBN 978-3-7560-0304-4, S. 278–290.
- Methodik und Didaktik der Werte-Vermittlung in der Politischen Bildung für die Polizei. In: Deutsches Polizeiblatt. Heft 5/2022, S. 20–22, ISSN 0175-4815
- Rechtsextreme Netzwerke in der Polizei und anderen Sicherheitsbehörden? Ein Problemaufriß. In: Jahrbuch Öffentliche Sicherheit 2020/21. NOMOS Verlag Baden-Baden und Verlag für Polizeiwissenschaft Frankfurt am Main 2021, ISBN 978-3-86676-674-7, S. 22–35.
- Rassismus in der Polizei? Eine Herausforderung für die Polizeiaus- und Fortbildung. In: Deutsches Polizeiblatt. Heft 5/2021, S. 23–25, ISSN 0175-4815
- Das Rassismus-Thema in der politischen Bildung für die Polizei. In: Deutsches Polizeiblatt. Heft 5/2021, S. 27f. ISSN 0175-4815
- Zum Beitrag der politischen Bildung zu einer demokratischen Polizeikultur. In: Tagungsband Forschung, Bildung, Praxis im gesellschaftlichen Diskurs (Kongress Netzwerk demokratische Polizei). hrsg. von der Polizeiakademie Niedersachsen. Verlag für Polizeiwissenschaft, Frankfurt am Main 2021, ISBN 978-3-86676-723-2, S. 56–60.
- Koordination und Umsetzung von Extremismusprävention – Rahmenbedingungen. In: Brahim Ben Slama, Uwe Kemmesies (Hrsg.): Handbuch Extremismusprävention. Gesamtgesellschaftlich. Phänomenübergreifend. (= Polizei + Forschung. Bd. 54). Bundeskriminalamt, Wiesbaden 2020, ISBN 978-3-9818469-5-9, S. 526–530.
- Politik mit der Wut. Wie der Rechtspopulismus mit Emotionen die Demokratie bedroht. In: Außerschulische Bildung. Heft 2/2019, S. 20–26, ISSN 0176-8212
- „Risikogesellschaft“ – Innere Sicherheit im Wandel. In: Alexander Yendell, Gert Pickel, Karolin Dörner (Hrsg.): Innere Sicherheit in Sachsen. Beiträge zu einer kontroversen Debatte. Seemann Henschel, Leipzig 2017, ISBN 978-3-361-00726-0, S. 25–33.
- „Gleichheit“. In: Gereon Flümann (Hrsg.): Umkämpfte Begriffe. Deutungen zwischen Demokratie und Extremismus. (= Schriftenreihe der Bundeszentrale für politische Bildung. Bd. 10024). Bonn 2017, S. 103–124.
- Strategien der extremen Rechten in Deutschland nach 1945. In: Fabian Virchow, Martin Langebach, Alexander Häusler (Hrsg.): Handbuch Rechtsextremismus. Springer VS, Wiesbaden 2016, S. 115–134.
- Right-wing extremism and populism in contemporary Germany and Western Europe. In: Sabine von Mering, Timothy Wyman McCarty (Hrsg.): Right-Wing Radicalism Today. Perspectives from Europe and the US. Routledge, London/New York 2013, ISBN 978-0-415-62728-3, S. 22–36.
- Knowledge-led Policing and Security: Developments in Police Universities and Colleges in the EU. In: Policing. A Journal of Policy and Practice. ISSN 1752-4512, Jg. 4, (2010), S. 302–309.
- Geschichte der deutschen Polizei vor und nach 1945: Kontinuitäten und Brüche. In: Bundeskriminalamt (Hrsg.): Das Bundeskriminalamt stellt sich seiner Geschichte. Dokumentation einer Kolloquienreihe. Luchterhand, Köln 2008, ISBN 978-3-472-07465-6, S. 37–62.
- Leitbilder demokratischer Polizeikultur. In: Wilhelm Heitmeyer, Monika Schröttle (Hrsg.): Gewalt. Beschreibungen, Analysen, Prävention. (= Schriftenreihe der Bundeszentrale für politische Bildung. Bd. 563). Bonn 2006, S. 566–578.
- Management Cops. Anmerkungen zu einer polizeilichen Funktionselite. In: Jochen Christe-Zeyse (Hrsg.): Die Polizei zwischen Stabilität und Veränderung. Ansichten einer Organisation. Verlag für Polizeiwissenschaft, Frankfurt am Main 2006, ISBN 3-935979-85-1, S. 135–162.
- Die Zukunft der „streitbaren Demokratie“. In: Totalitarismus und Demokratie, Zeitschrift für internationale Diktatur- und Freiheitsforschung. H. 1/2004, S. 109–123, ISSN 1612-9008
- mit Klaus Neidhardt:. Moderne Polizeiwissenschaft als Integrationswissenschaft. Ein Beitrag zur Grundlagendiskussion. In: Polizei & Wissenschaft. Heft 4/2004, S. 14–24.
- Polizeiwissenschaft an der Polizei-Führungsakademie. Eine Skizze. In: M. H. W. Möllers, R. Chr. van Ooyen (Hrsg.): Jahrbuch Öffentliche Sicherheit 2002/2003. Verlag für Polizeiwissenschaft, Frankfurt am Main, S. 83–99.
- Rechtsstaat und Rechtsextremismus. In: Wilfried Schubarth, Richard Stöss (Hrsg.): Rechtsextremismus in der Bundesrepublik Deutschland. Eine Bilanz. Verlag Leske + Budrich, Opladen 2001, S. 314–332.
- Sehnsucht nach dem starken Staat. Was bewirkt Repression gegen rechts? In: Aus Politik und Zeitgeschichte. hrsg. von der Bundeszentrale für Politische Bildung, Bonn, B39/2000, S. 22–29.